# ケストレル (自転車メーカー)
ケストレル（KESTREL ）はアメリカ合衆国の自転車ブランド。自転車フレームにはカーボン素材が最高であると考え、自転車の素材として注目された創成期にカーボンフレーム専門メーカーとして設立された。現在はアドバンス・スポーツ（Advanced Sports, Inc. ）の自転車ブランドである。
シートチューブのない特徴的なデザインから注目を集め、現在でもトライアスリートには根強い人気を持っており、TT/トライアスロンバイクの鮮烈なイメージを持ちつつ、世界的にはハイエンドカーボンバイクとしての魅力を伸ばしつつある。
日本国内におけるケストレル総代理店は、2012年モデルより株式会社アキボウである。

## 沿革
- 1986年 アルミやクロモリフレームの時代に世界初のフルカーボンバイクフレーム「KESTREL4000」を発表。つなぎ目のないカーボンモノコック構造にインナーケーブル内蔵のエアロフォルム。
- 1988年 世界初のフルカーボン・フルサスペンションMTB「Nitro」を、そしてフルカーボンMTB「MX-Z」を続けて発表。
- 1989年 剛性があり軽量な世界初のモノコックカーボンロードフォーク「EMS フォーク」を発表。
- 1989年 世界初のフルカーボントライアスロンバイク「KM40」を発表。エアロ形状のフレームに78°の前乗り仕様のシートチューブアングル、650Cのホイールは、トライアスロンバイクとしては、新しい試みであったが多くのトライアスリートがアイアンマンハワイレースにおいてこのバイクを駆ることとなった。
- 1992年 現在に至るまでKESTRELのトレードマークとして確立されたシートチューブレスバイク「500 SCI」を発表。風洞実験によりエアロ形状とシートチューブレスの優位性を実証。
- 1997年 「500SCI」に乗るHeather FuhrがIRONMAN HAWAIIで女子総合優勝を果たす。IRONMAN HAWAIIのバイク使用率のトップを飾り、オフィシャルバイクとしても認定され人気、実力共に頂点を極めた。
- 2004年 Business Week Magazine誌で「AIRFOIL PRO」がIndustrial Design Excellence Awardsを受賞。
- 2006年 Advanced Sports inc.グループに加わり、本社をカリフォルニア州サンタクルーズからペンシルバニア州フィラデルフィアへ移転、より高度な技術開発、グローバル展開を行う。
- 2007年 「RT-700」がOutside　Magazine誌でBike of the Yearを受賞。
- 2008年 主力モデルの「AIRFOIL PRO」、「TALON、RT-800」などフルモデルチェンジした次世代カーボンフレームを発表。
- 2009年 Charlotte PaulがIRONMAN CHINAにおいて「AIRFOILPRO SE」に乗り女子総合優勝。Deda Greisbauer がIRONMAN BRASILにて「AIRFOILPRO SE」に乗り女子総合優勝。
- 2010年 ジロ・デ・イタリアでFOOTON-SERVETTOチームがテストを実施。ライダーからの評価を得て「4000」シリーズがデビュー。フレーム素材は最高級の800Kカーボンを使用し、軽量で振動吸収性が高いだけでなく非常に強い強度も誇る。Deda GreisbauerがIRONMAN BRASILにおいて「AIRFOILPRO SE」に乗り女子総合優勝。
- 2011年 ジロ・デ・イタリアでGEOX-TMCの選手がチームカラーの「4000」でタイムトライアル出場。

## ケストレルの特徴
- カーボンバイクオンリーブランドとして金属フレームをベースにカーボンバイクを設計せず、カーボンの特性を生かすことに注力。20年以上に渡り培ってきたカーボン素材を接合する技術によって、最高のフレームとフォークを組み合わせることでライダーのパフォーマンスを最大限に引き出し、品質やスタイルにおいてもベストなバイクを作り続けている。
- カーボンフレームを他社で委託製造している一般のブランドと違い、ケストレルは自社での生産・開発が可能であり、非常に目の行き届いた品質管理の下、世に生み出されている。
- ケストレルはフレームベンダーから提案されたものをベースに商品開発をせず、技術者のアイデアの基に開発され、風洞実験やライダーからのフィードバックを得ながら微調整を繰り返す。